# Frente del Mediterráneo en la Segunda Guerra Mundial
Durante la Segunda Guerra Mundial, el Frente del Mediterráneo cubrió la lucha entre las potencias aliadas y las Fuerzas del Eje por conseguir el dominio del mar Mediterráneo y de los países ribereños. Los combates entre la Italia fascista de Benito Mussolini (apoyada por la Luftwaffe y los submarinos alemanes de Adolf Hitler) contra la Royal Navy y la RAF (reforzada a partir de 1942 por Estados Unidos), caracterizaron el frente naval del Mediterráneo. En el sur de Europa, las campañas fallidas italianas en los Balcanes, motivaron una intervención alemana que concluyó con la subyugación del Reino de Yugoslavia y el  Reino de Grecia. En el norte de África los alemanes del Afrika Korps y sus aliados italianos se enfrentaron a los británicos por el control de la Libia Italiana y el Reino de Egipto. La guerra de partisanos en Yugoslavia y Grecia, la conquista aliada de África del Norte y la consecuente invasión del Reino de Italia en 1943, completan este frente de la guerra que tuvo una importancia primordial para Italia y el Reino Unido pero mucha menor para Alemania o Estados Unidos.
Las luchas libradas en el Sur de Europa, el Norte de África y el Mar Mediterráneo durante la Segunda Guerra Mundial pueden dividirse en seis campañas:
- la campaña del Eje en los Balcanes: Guerra greco-italiana, Invasión de Yugoslavia, Operación Marita y la Batalla de Creta
- la guerra naval y de convoyes en el Mar Mediterráneo: Batalla del Mediterráneo
- la lucha partisana en los Balcanes: Batalla de Yugoslavia
- la campaña de África del Norte: Campaña en África del Norte
- la invasión aliada de Italia: Campaña de Italia
- el desembarco en el sur de Francia: Operación Dragoon.

Los países que enviaron cantidades importantes de sus ejércitos a este frente fueron: Alemania,  Estados Unidos, Francia (Francia Libre y Francia de Vichy), Reino Unido (incluyendo a sus aliados de la Commonwealth: Australia, Nueva Zelanda, Unión Sudafricana, Canadá e India Británica), Reino de Italia y Polonia. Los partisanos y guerrilleros del Reino de Grecia y el Reino de Yugoslavia se enfrentaron a las tropas de las fuerzas del Eje, incluyendo del estado títere de Croacia, en términos similares a los de un ejército organizado. Tropas de Brasil y otros países aliados también participaron, si bien sus contribuciones no fueron determinantes. Aunque parte de la lucha se llevó a cabo en la Albania Italiana, Argelia Francesa, el Reino de Egipto, Libia Italiana, Protectorado Francés de Marruecos y Túnez Francés, las tropas de estos países no combatieron o su apoyo fue esporádico o incontinuo.

## Orígenes
Durante la Primera Guerra Mundial, el Reino de Italia se unió a la Entente Cordiale contra el Imperio Alemán y el Imperio Austrohúngaro, con la promesa del Reino Unido de entregarle las costas occidentales de los Balcanes. Al concluir la guerra, Italia reclamó su deuda, pero recibió, un minúsculo territorio alrededor de la ciudad de Trieste, Friul Oriental y el Trentino-Alto Adigio en comparación a lo que ambicionaba. Italia había perdido casi medio millón de hombres en la guerra y no había obtenido ningún beneficio por eso. Un débil gobierno italiano, que no pudo enfrentar a los veteranos de guerra que protestaban diariamente en las calles, y una grave crisis económica, convirtieron a Italia en uno de los países más atrasados de Europa, incluyendo a su ejército, factor que le traería problemas en la Segunda Guerra Mundial.
En octubre de 1922, Benito Mussolini marchó junto con aproximadamente 10 mil camisas negras hacia Roma, intimidando al rey Víctor Manuel III, que lo nombró primer ministro.
Inmediatamente, Mussolini empezó a buscar colonias en el Norte de África y los Balcanes; sin embargo, dándose cuenta de su propia debilidad económica y militar, decidió empezar un período de rearme e industrialización que debería concluir por 1945.
La llegada de Hitler al poder en Alemania, forzó la marcha de Italia, que se apresuró a ocupar Abisinia en 1936 y el Reino de Albania en 1939. Mussolini consciente de que no iba a poder competir en una futura guerra, le avisó a Hitler de sus deseos de mantener la neutralidad del Reino de Italia.
La Invasión de Polonia y la Batalla de Francia, ganadas por Alemania, cambiaron la opinión de Mussolini, que decidió declarar la guerra a los aliados el 20 de junio de 1940, lanzando una invasión al sur de Francia que fracasó. Este revés, no perturbó al líder italiano, ya que consideró que era cuestión de semanas para que Gran Bretaña cayera también y entonces todas sus posesiones coloniales serían presa fácil.
Si bien el Reino Unido no fue tomado, el teatro europeo se estabilizó y Mussolini desvió su atención hacia el Norte de África.

## Campaña en África del Norte
Al iniciarse la guerra, Italia atacó a las colonias anglo-francesas en África Oriental, operación que fue un fracaso. A pesar de esta derrota, Mussolini seguía empeñado en apoderarse de Egipto y los pozos petrolíferos del Medio Oriente, por lo que envió al Reino de Egipto, el 13 de septiembre de 1940, una fuerza de 200 mil hombres desde la Libia Italiana, en aquel entonces una colonia italiana. Después de avanzar menos de 65 kilómetros dentro de Egipto, los italianos se atrincheraron en una línea defensiva en Sidi Barrani.
El ejército británico conformado por: británicos, australianos e indios, no pasaban de 35 mil hombres, pero poseían una cantidad mayor de tanques, que además, eran más avanzados que los blindados italianos. El 8 de diciembre los tanques británicos pasaron entre los puntos débiles de la línea defensiva de Sidi Barrani y después de aislar campamento tras campamento, fueron destruyéndolos (véase Operación Compass). La derrota italiana fue abrumadora, un general murió y 38 mil soldados italianos se rindieron, sin embargo, las cosas iban a empeorar aún más para el ejército de Mussolini.
La retirada italiana, completamente desordenada, escapó al oeste pero tomó la ruta de la costa para alejarse del desierto abierto del sur, terreno indiscutible de los tanques. El General Archibald Percival Wavell tomó la ruta del sur y cerca de Beda Fomm cortó la retirada italiana, capturando cerca de 130 mil italianos.
La derrota devastó la moral italiana y Mussolini pidió ayuda a Hitler para expulsar a las tropas aliadas que en cualquier momento podrían atacar el Túnez Francés y de allí saltar a Italia. Hitler respondió enviando a Erwin Rommel, posteriormente apodado el Zorro del Desierto, y al V Regimiento Panzer, que al recibir mayores refuerzos sería conocido como el Afrika Korps. Cuando Rommel llegó a África recibió la orden de mantener la línea. Sin embargo, el primer ministro británico sir Winston Churchill, subestimando la amenaza alemana, retiró tropas de África para ayudar en la defensa de Creta, que estaba siendo invadida por paracaidistas alemanes (ver Batalla de Creta). Cuando Rommel se percató de la debilidad del frente y de la larga línea de suministros de los defensores, atacó por iniciativa propia, empujando a los británicos a las posiciones iniciales de su ofensiva meses atrás (véase Operación Sonnenblume). Sin embargo, el Afrika Korps no pudo tomar Tobruk, que fue sitiada.

El General Bernard Montgomery observa el movimiento de sus tanques en El Alamein.

Inmediatamente los británicos intentaron recuperar el control del importante puerto de Tobruk, pero fracasaron. Un segundo intento británico no arrojó resultados favorables, peor aún, un contraataque de Rommel arrebató a los británicos todo territorio ganado en sus ofensivas anteriores. Después de estas derrotas, el comandante británico Archibald Wavell fue reemplazado por Claude Auchinleck, que reorganizó completamente el XIII Ejército y después de recibir siete divisiones de reemplazo, lanzó el 18 de noviembre de 1941 la Operación Crusader, que consistía un contraataque contra el Afrika Korps, que estaba casi sin provisiones. Crusader fue un éxito, y Rommel tuvo que retirarse a El Agheila, donde había comenzado su brillante ofensiva ocho meses atrás.
Después de recibir tardíamente los recursos que tanto necesitaba, Rommel reinició el ataque y después de ganar la Batalla de Gazala, empujó a los británicos hasta más allá de la frontera con Egipto. Molesto, Churchill reemplazó a Auchinleck con el General Bernard Montgomery. Consciente de que Rommel tenía pocas provisiones de nuevo, Montgomery repelió ataque tras ataque alemán, permitiendo que se estabilizase el frente, ya que el tiempo lo ayudaba. Rommel observó impotente, como su táctica de atacar por el flanco a su enemigo era inútil, ya que al sur del frente se encontraba la Depresión de Kattara y se formaba un cuello de botella para el paso de los tanques.
Finalmente, a finales de octubre de 1942, en la llamada Segunda Batalla de El Alamein, las tropas británicas, superiores en tanques, suministros y soporte aéreo, lograron neutralizar a los pocos tanques sin combustible que le quedaban a Rommel, y lo empujaron hasta más allá de Trípoli, conquistando este importante puerto y privando al Afrika Korps de importantes recursos.

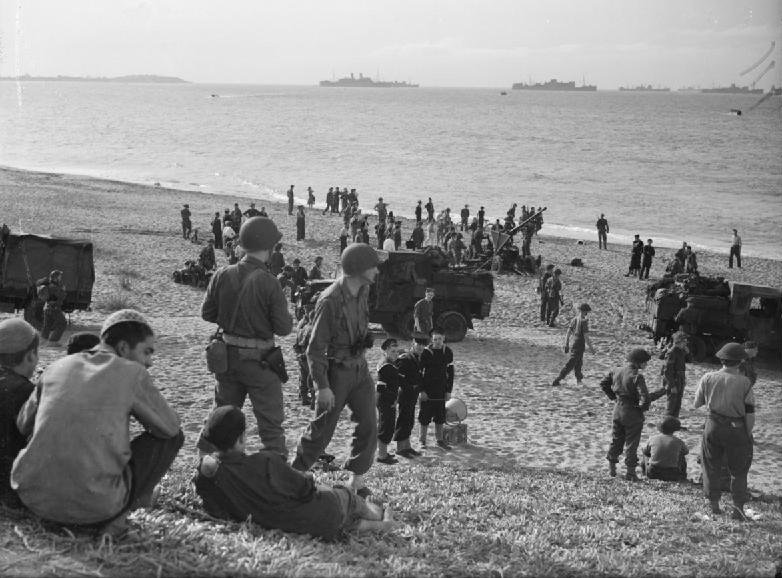
Tropas estadounidenses desembarcan en Argel.

Mientras tanto los norteamericanos ponían en marcha la Operación Torch, y miles de soldados estadounidenses desembarcaban en el noroeste de África, experimentando una fuerte resistencia por parte de las tropas francesas de Vichy en la Argelia Francesa. Después de tres días de intensos combates, el comandante de Vichy François Darlan se rindió, con la condición de seguir administrando Argelia, esta vez en nombre de la Francia Libre.
Mientras los norteamericanos hacían desembarcos en el noroeste de Túnez, Rommel se encontraba atrincherado detrás de la Línea Mareth enfrentando a los británicos que venían de Libia. Sin embargo, a pesar de estar enfrentado a dos frentes, Rommel tuvo la audacia de llevar a cabo una ofensiva contra el depósito de suministros norteamericanos, en lo que se llamó la Batalla de Kasserine, que no cumplió su objetivo porque una división panzer independiente del mando de Rommel, no siguió el plan. Para cuando Hitler entregó el mando a Rommel de todas las tropas en Túnez, ya era demasiado tarde.
Enfermo, Rommel abandonó Túnez hacia Alemania, donde intento de convencer sin éxito a Hitler para que iniciase la evacuación de las tropas alemanas en África. Montgomery intentó quebrar la Línea Mareth el 20 de marzo de 1943, pero esta fue restablecida rápidamente, no obstante, el 26 de marzo logró flanquearla. Entonces, las fuerzas británicas y estadounidenses juntas fueron apretando más y más el cerco sobre los alemanes, que se rindieron el 7 de mayo de 1943. Unos 275 mil soldados del Eje fueron hechos prisioneros, siendo la derrota tan grande que se le apodó Túnezgrado, en referencia al desastre sufrido por los alemanes en la Batalla de Stalingrado en el Frente Oriental.

## Campaña ítalo-germana de los Balcanes

### Antecedentes
Al finalizar la Primera Guerra Mundial, Albania logró convertirse en un Estado independiente al desmembrarse el Imperio Otomano como Reino de Albania. Sin embargo, la autonomía de Albania estaba lejos de ser segura, ya que todos sus vecinos reclamaban territorios de Albania como suyos. Ante la cada vez mayor intromisión del Reino de Yugoslavia en los asuntos internos albaneses, el regente albanés Zog I buscó el apoyo italiano, sin embargo, la Italia fascista de Mussolini también empezó a intervenir en la política interna del país, tanto así que en 1934 Mussolini intentó implementar la enseñanza del italiano en las escuelas albanesas. En abril de 1939, las tropas italianas entraron a Albania, Zog I huyó a París, y su ejército de 13 mil soldados fue rápidamente derrotado.
Mussolini, deseando ver renacer el imperio romano, vio una oportunidad de oro cuando Francia fue derrotada por Alemania en junio de 1940 (ver Batalla de Francia). Cuando el líder fascista se enteró de que Hitler había intervenido en el Reino de Rumanía, colocando a Ion Antonescu en el poder sin siquiera avisarle, montó en cólera, ya que Hitler no había considerado al Reino de Italia, aun cuando el Reino de Rumanía formaba parte de los Balcanes, zona de influencia italiana. Consciente de que el Reino de Grecia había forjado lazos militares con el Reino Unido, Mussolini decidió actuar, con la idea de asegurar su futura zona de influencia.
Cuando Hitler se enteró de los planes de Mussolini, el 28 de octubre, voló inmediatamente a Roma para intentar detener esta absurda campaña, ya que el ejército italiano no estaba en condiciones de iniciar una campaña de este tipo todavía. Hitler llegó demasiado tarde ya que Mussolini en persona le contó que sus ejércitos ya habían cruzado la frontera griega de Albania ese mismo día.

### Invasión de Yugoslavia y Grecia
Tal como Hitler había predicho, la improvisada campaña italiana en Grecia no salió bien, y las fuerzas griegas del general Ioannis Metaxas repelieron al ejército invasor de vuelta a Albania. Para mediados de diciembre, los griegos ocupaban una cuarta parte de Albania. Rápidamente la situación se estancó, ya que ningún país tenía suficiente fuerzas para lanzar una ofensiva importante. En marzo de 1941, otro contraataque italiano bajo el mando directo de Mussolini fracasó, humillándolo. Peor aún, la presencia de aviones de la RAF en Grecia alertaron a Hitler, que estaba a punto de invadir a la Unión Soviética y no quería iniciar su ofensiva con la posibilidad de que el Reino Unido ocupara Grecia y bombardeara los pozos petrolíferos de Rumanía. Obligado a intervenir en Grecia, Hitler empezó a buscar la manera de cruzar el  Reino de Yugoslavia para así poder llegar a Albania.
El regente de Yugoslavia, el príncipe Pablo, se dio cuenta de que los ejércitos alemanes pensaban cruzar por su territorio para llegar a la Albania Italiana. Como el Reino de Hungría, el Reino de Rumanía y el Reino de Bulgaria eran aliadas de Hitler, Pablo fue presionado por todos sus vecinos para unirse al Pacto Tripartito. En efecto, el 25 de marzo de 1941, Pablo sucumbió a las amenazas de las fuerzas del Eje, sin embargo, la población serbia se levantó en masa contra su regente y lo derrocaron dos días después.
Encolerizado, Hitler ordenó suspender la operación Barbarroja hasta haber acabado con la resistencia en los Balcanes, por lo que el 6 de abril, desde todas sus fronteras el Reino de Yugoslavia fue atacada y Belgrado fue bombardeada. Después de 11 días de lucha el Reino de Yugoslavia se rindió y fue dividido entre Alemania, Reino de Hungría, Reino de Italia y el Reino de Bulgaria. Inmediatamente los croatas fascistas del Ustachá declararon el Estado Independiente de Croacia, estado que ocupó gran parte de las actuales Bosnia y Herzegovina y Croacia.
Al mismo tiempo que Yugoslavia era invadida, las fuerzas alemanas entraron al Reino de Grecia desde el norte. En vista de que la mayoría de los cañones griegos se encontraban en la Albania Italiana, la potencia de fuego alemana superó a la griega, cuando concluyó la invasión de Yugoslavia, los pánzer empezaron a entrar en el Reino de Grecia y el 9 de abril ya estaban en Tesalónica. Las fuerzas británicas se retiraron a las Termópilas y de ahí a Corinto. Mientras tanto, el I Ejército Griego fue cercado y obligado a rendirse, sin embargo, el comandante griego se negó a hacerlo frente a los italianos. Hitler en persona tuvo que intervenir para salvarguardar el honor de Italia. El 27 de abril las tropas alemanas entraron a Atenas y colocaron la bandera de guerra de Alemania sobre la Acrópolis. Con la guerra en Grecia perdida, entre el 24 y el 28 de abril, unos 43 mil soldados británicos, neozelandeses, griegos y yugoslavos fueron evacuados a Creta. Sin embargo unos 8 mil soldados aliados fueron capturados, además la mayoría de prisioneros de guerra italianos fueron liberados.

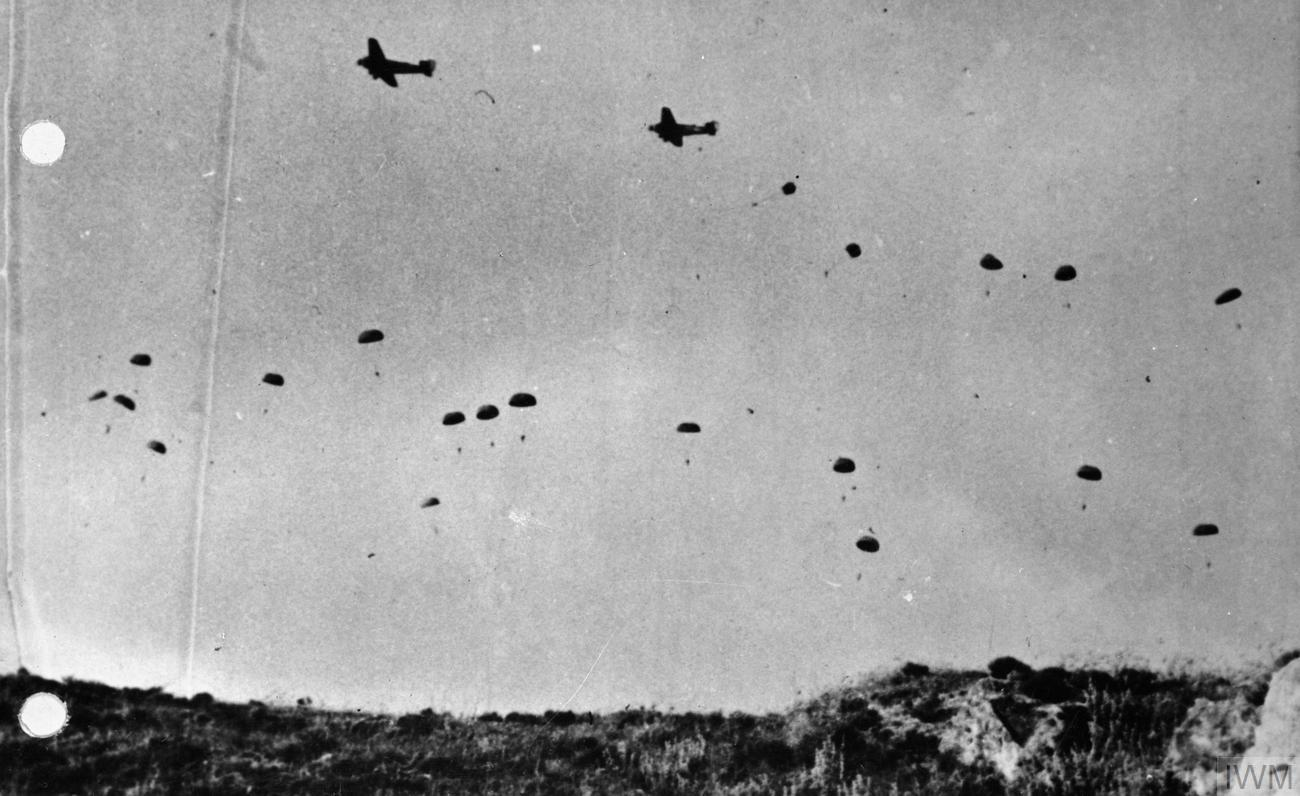
Paracaidistas alemanes caen sobre Creta.

El 20 de mayo, miles de paracaidistas alemanes al mando de Kurt Student aterrizaron sobre Creta, sin embargo sufrieron fuertes bajas, lo que facilitó la evacuación por mar de las tropas aliadas estancadas en la isla griega. Después de una semana de intensos combates (véase Batalla de Creta), la isla finalmente se rindió, sin embargo en este punto la victoria fue considera pírrica, tanto así, que se afirma que el propio Student comentaría después: "Creta fue la tumba de los paracaidistas alemanes". Después de esta operación, Hitler prohibió la utilización de paracaidistas en gran escala.
Al final, la victoria alemana en Grecia se logró gracias al rápido movimiento de los pánzer, ventaja tecnológica con las que no contaban en abundancia las divisiones italianas. Los tanques alemanes irrumpieron en las líneas enemigas y no dejaron que se fortalecieran nuevas líneas de defensa. Alemania perdió 2500 soldados en la campaña, mientras que las bajas italianas pudieron haber llegado hasta cien mil. Unos once mil soldados aliados fueron capturados, sin contar los de Yugoslavia y Grecia. Muchos historiadores aseguran que la aventura alemana en Grecia demoró en seis semanas a la operación Barbarroja, lo que a fin de cuentas pudiera haber motivado que los ejércitos alemanes llegaran muy tarde a Moscú, logrando el invierno la suspensión de operaciones, permitiendo que el Ejército Rojo se reorganizara y lograra finalmente repeler a los invasores de vuelta a Alemania.

## Batalla en el Mar Mediterráneo

### Preliminares
Cuando era obvio que la invasión de Francia de 1940 había sido un éxito, el Reino de Italia le declaró la guerra a Francia y al Reino Unido el 10 de junio de 1940. Al día siguiente, la pequeña guarnición de la colonia británica de Malta sufrió un bombardeo, lo que marcaba el inicio de la lucha entre las fuerzas aliadas y las fuerzas del Eje por el control del mar Mediterráneo.
Con el armisticio firmado entre  Francia y Alemania el 22 de junio, el sur de Francia y la mayoría de sus colonias fueron administradas por la llamada Francia de Vichy, un gobierno proalemán. Inmediatamente, el almirante de la fuerza naval británica en el Mediterráneo Andrew Cunningham, inició las conversaciones con los almirantes franceses de Vichy para neutralizar la flota francesa. Debido a que los franceses se negaron a enviar sus tropas a puertos lejos del alcance alemán, el 3 de julio, la fuerza H de Gibraltar bombardeó la flota francesas estacionada en Mers-el-Kebir (batalla de Mers el-Kebir) y Orán, lo que ocasionó que el gobierno de Vichy rompiera relaciones con el Reino Unido.
No obstante, a pesar de que la flota francesa ya no estorbaría a las fuerzas británicas, la flota italiana en el Mediterráneo, más numerosa, seguía siendo un potencial obstáculo que podría retrasar la entrega de suministros hacia el Reino Unido a través del Canal de Suez. Sin embargo, los británicos poseían mejor tecnología, incluyendo el radar, además contaban con dos portaaviones: el Illustrious y el Formidable.

### Choques anglo-italianos en el Mediterráneo
La batalla naval y aérea del Mar Mediterráneo siempre fue dependiente de los resultados del frente de África del norte. Ante la necesidad de mantener a la vital guarnición de la isla de Malta, Cunningham decidió lanzar un ataque preventivo contra la flota italiana estacionada en Tarento.
El portaaviones Illustrious se acercó el 12 de noviembre a una distancia segura de Tarento y de su cubierta despegaron dos olas de anticuados aviones biplanos Swordfish. La primera ola constaba de 12 aviones y se dividió en dos grupos para atacar las naves estacionadas en las dos bahías de Tarento. Los acorazados Littorio, Conte di Cavour y Caio Duilio fueron torpedeados, lo que significó que estarían fuera de combate por un tiempo. Con solo dos aviones derribados, los británicos redujeron a la mitad la fuerza naval italiana, equilibrando los números en el Mediterráneo. La flota italiana restante fue enviada a puertos más al norte y se observó un descenso en la audacia de sus ataques desde entonces. Irónicamente la estrategia británica en Tarento sirvió de inspiración a Isoroku Yamamoto para preparar el ataque a Pearl Harbor.
Cuando las fuerzas alemanas acudieron a ayuda de Italia en el norte de África y Grecia, la flota italiana Reggia Marina, excesivamente cautelosa desde el ataque a Tarento, pareció recobrar ánimos. Rápidamente se planificó el hundimiento de la flota mercante británica en Grecia con la participación de un acorazado el Vittorio Veneto, ocho cruceros y nueve destructores. El 27 de marzo de 1941, la flota italiana zarpó de Sicilia, pero la inteligencia británica interceptó las comunicaciones italianas con la ayuda de Ultra y al enterarse de los planes enemigos, desde Alejandría zarparon tres acorazados, el portaaviones Formidable, varios cruceros y nueve destructores. Luego, más navíos británicos desde Creta se unieron a la ya de por sí superior fuerza aliada.
El 28 de marzo una fuerza de aviones torpederos atacaron a la flota italiana frente al Cabo Matapán en las costas del Peloponeso. Mientras parte de la flota escapaba, otra parte se quedó resguardando al crucero pesado Pola, que había sido dañado. Esta flota restante fue cazada y hundida, perdiendo Italia 3 cruceros pesados y dos destructores, además un acorazado fue dañado. Las pérdidas británicas consistieron en un avión derribado, pero Italia quedó inhabilitada para realizar otra ofensiva naval por el resto de la guerra.
No obstante, la importante victoria aliada se vio tapada por la llegada de la Luftwaffe a Grecia. Al fracasar la campaña británica en este país, unos 43 mil soldados aliados escaparon a Creta. El 20 de mayo de 1941, Kurt Student lanzó la más importante operación aerotransportada alemana en Creta, y después de una semana de duros combates, la isla capituló. Sin embargo, durante la batalla de Creta, la mayoría de los soldados aliados pudieron escapar gracias al apoyo de la Royal Navy, que sufrió fuertes bajas.
Los aviones de la Luftwaffe y la Regia Aeronautica, con bases en Cerdeña y Sicilia, empezaron a causar estragos en los convoyes británicos, dañando gravemente al Illustrious en uno de los enfrentamientos. Como la guarnición británica en Malta servía de base a los aviones de la RAF, la estrategia enemiga consistió en estrangular a Malta. De esta manera, dos convoyes que zarparon simultáneamente (operación Vigorous y operación Harpoon) fueron hundidos casi en su totalidad, dejando a la guarnición aérea de Malta a punto de quedarse sin suministros.

Al finalizar la guerra, Malta añadió la Cruz de San Jorge a su bandera nacional.

Preocupado, el Almirantazgo británico diseñó la operación Pedestal. Dicha operación tenía como objetivo enviar 14 barcos mercantes a Malta. El 10 de agosto de 1942, los barcos mercantes partieron de Gibraltar escoltados por tres portaaviones, dos acorazados, cuatro cruceros y 14 destructores. Inmediatamente los submarinos alemanes y la Luftwaffe empezaron a hostigar al convoy, y el 11 de agosto habían logrado hundir al portaaviones HMS Eagle. Para el 13 de agosto habían sido hundidos nueve barcos mercantes, tres cruceros y un destructor, pero un barco petrolero había logrado llegar a Malta, así como cinco buques mercantes, por lo que la guarnición siguió resistiendo. Al finalizar la guerra, a la gente de Malta se le entregó la Cruz de San Jorge, por su heroísmo al resistir bombardeo tras bombardeo enemigo.
Cuando la lucha entre la RAF y la Royal Navy contra la Luftwaffe y la Regia Marina parecía haberse estancado, la victoria británica en la batalla de El Alamein concedió bases aéreas a la RAF en el norte de África. Con estos puestos avanzados, la superioridad de la Luftwaffe decayó y cuando las tropas alemanas fueron acorraladas en Túnez en marzo de 1943, no se les pudo dar suministros suficientes, lo que motivó la captura de más de 300 mil soldados del Reich. Los pocos navíos que le quedaban a Italia poco pudieron hacer para evitar la ejecución de la operación Husky, es decir, la invasión de Sicilia.

## Lucha partisana en los Balcanes

### Ejército Popular de Liberación de Yugoslavia
Después de la invasión alemana no existió resistencia de ningún tipo en Yugoslavia, hasta que dos meses después Alemania invadió a la Unión Soviética. Desde Moscú se envió el siguiente mensaje al Secretario de la Liga de Comunistas de Yugoslavia Josip Broz, más conocido como el Mariscal Tito: Organice destacamentos partisanos sin demora. Inicie una guerra partisana en la retaguardia del enemigo. El apoyo popular a los partisanos comunistas jamás fue puesto en duda, los pocos yugoslavos que podían simpatizar con Alemania cambiaron de bando, ya que los soldados alemanes empezaron a arrasar villas enteras por cada soldado alemán muerto, además, los croatas del Ustachá iniciaron un genocidio contra los ciudadanos de religión cristiana ortodoxa o musulmán. Peor aún, los curas católicos participaron con entusiasmo en esta "cruzada", realizando conversiones en masa de ortodoxos al catolicismo. Un método eficaz para lograr estas conversiones masivas era quemando las iglesias ortodoxas, en la mayoría de los casos con sus congregaciones todavía adentro.
En el otoño de 1941, los partisanos había logrado limpiar el oeste de Serbia y establecieron una república de corta duración, ya que en noviembre de ese mismo año fueron expulsados a Bosnia.
Mientras Tito se esforzaba por obtener apoyo internacional, Dragoljub Mihajlović, el comandante de los Chetniks o Real Ejército Yugoslavo en la Patria, una fuerza guerrillera realista y anticomunista conformada por serbios, se desligó del movimiento partisano e inició su propia campaña contra las tropas alemanas al mismo tiempo que empezó a combatir a los otros grupos partisanos. Curiosamente, dos hijos de Mihajlović lucharon al lado de Tito contra su padre. En 1943, el Reino Unido, que había estado apoyando a los Chetniks, decidió enviar su ayuda a Tito, ya que salió a la luz el hecho de que en algunos lugares, los Chetniks estaban luchando junto con los alemanes contra los partisanos, peor aún, salieron a luz indicios de que los Chetniks participaban en la matanza de bosnios. En 1944, el gobierno real yugoslavo en el exilio le ordenó a Mihajlović que se reintegrara a la lucha partisana bajo el mando de Tito, pero este se negó a hacerlo. Cuando la guerra acabó en 1945, los Chetniks se retiraron en parte a Italia y a Alemania, sin embargo, la mayoría de estos soldados fueron repatriados a Yugoslavia, donde se les realizaron varios juicios masivos, así como ejecuciones. El propio Mihajlović fue arrestado en Bosnia y ejecutado en 1946.
Siete importantes ofensivas alemanas comandadas por las SS contra los partisanos los derrotaron una y otra vez. Sin embargo, debido a la naturaleza del combate, muchos partisanos escapaban y se reagrupaban en otro lugar. La última ofensiva antipartisana incluyó un ataque liderado por el famoso Otto Skorzeny contra el cuartel general de Tito, pero este logró escapar, si bien con mucha dificultad. En la Conferencia de Teherán se determinó que el movimiento partisano de Tito conocido como el Ejército Popular de Liberación sería el movimiento partisano apoyado por todos los aliados, además la RAF empezó a prestar apoyo a los partisanos, repartiendo suministros principalmente.
En septiembre de 1944, el Ejército Rojo estaba cerca de Yugoslavia, y el ejército de Tito se enfrentaba a 22 divisiones alemanas, por lo que Tito viajó a Moscú a coordinar con Stalin el encuentro de sus dos ejércitos. Tito, por recomendación rusa, viajó de incógnito, hecho que enfureció a Winston Churchill, primer ministro británico. Después de que Tito dejó claro que no pensaba permitir que ni Rusia ni Gran Bretaña intervinieran en los asuntos internos de Yugoslavia, Stalin quedó impresionado por la total independencia que Tito empezó a mostrar en sus decisiones, a diferencia de otros líderes comunistas de Europa Oriental que no se atrevían a contradecir al Kremlin.
El 20 de octubre de 1944, las tropas partisanas y el Ejército Rojo tomaron Belgrado en una operación conjunta, y para el final del año, la mitad oriental de Yugoslavia había sido liberada completamente. Para abril de 1945, Sarajevo fue liberada también, y Croacia y Eslovenia el mes siguiente. Una vez liberada Yugoslavia, los partisanos saltaron a Italia, tomando Trieste un día antes que las fuerzas anglo-estadounidenses.
A petición de Churchill, se celebraron elecciones libres en Yugoslavia. El resultado era predecible: el partido comunista de Tito arrasó en los comicios.

### Resistencia griega

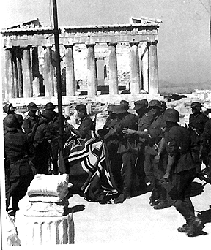
Soldados alemanes se preparan para izar la bandera de guerra alemana en la Acrópolis de Atenas. Dos jóvenes griegos robarían la bandera poco después, por lo que se convirtieron en héroes nacionales.

Cuando Grecia fue ocupada finalmente, un gobierno títere fue colocado en Atenas. Sin embargo, la economía griega pronto empezó a mostrar los síntomas de un país en guerra. En efecto, en poco tiempo, la inflación galopante y la escasez de alimento acabó con la poca simpatía que los griegos pudieran sentir por su gobierno. Debido a que el gobierno griego que había escapado a Egipto no contaba con ningún tipo de poder, el pueblo empezó a identificarse con el movimiento partisano.
El 30 de mayo, dos jóvenes universitarios escalaron a la cima de la Acrópolis de Atenas, y descolgaron la bandera de guerra de la Wehrmacht, que había sido izada semanas antes. La cada vez mayor intervención de Bulgaria en Grecia, motivó que en la noche entre el 28 y el 29 de septiembre de 1941, la población de Drama asaltara los edificios de las autoridades búlgaras. La violenta represión que siguió este ataque finalizó con más de 3 mil griegos de Drama y sus alrededores muertos. La heroica acción en la Acrópolis y la masacre de Drama ocasionó que centenares de hombres se unieran a las filas partisanas.
Los primeros grupos partisanos griegos de importancia fueron el EAM y el EDES. El EAM era controlado por el Partido Comunista Griego (KKE) y poseía una facción militar conocida como ELAS, de tendencia comunista, fue el más popular contando con más miembros que el EDES, de derecha, aunque muchos militares con experiencia, como el General Nikolaos Plastiras se unieron a este último. Poco después la EDES también formó su brazo militar llamado EOEA y luego se declaró en favor de la monarquía. Otros grupos conocidos fueron el EKKA (liberal), el OPLA (extrema izquierda) y el SNOF (Macedonio).
Rápidamente las diferencias políticas hicieron mella en los partisanos y cuando era obvio que Alemania iba a perder la guerra, el ELAS y el EOEA se empezaron a atacar entre sí. Para 1944, las ocasionales escaramuzas se habían convertido en una guerra civil. Para finales de 1944, ELAS gobernaba casi toda Grecia, sin embargo, bajo presión internacional la monarquía fue reinstituida.

## Campaña aliada en Italia

### Invasión de Sicilia

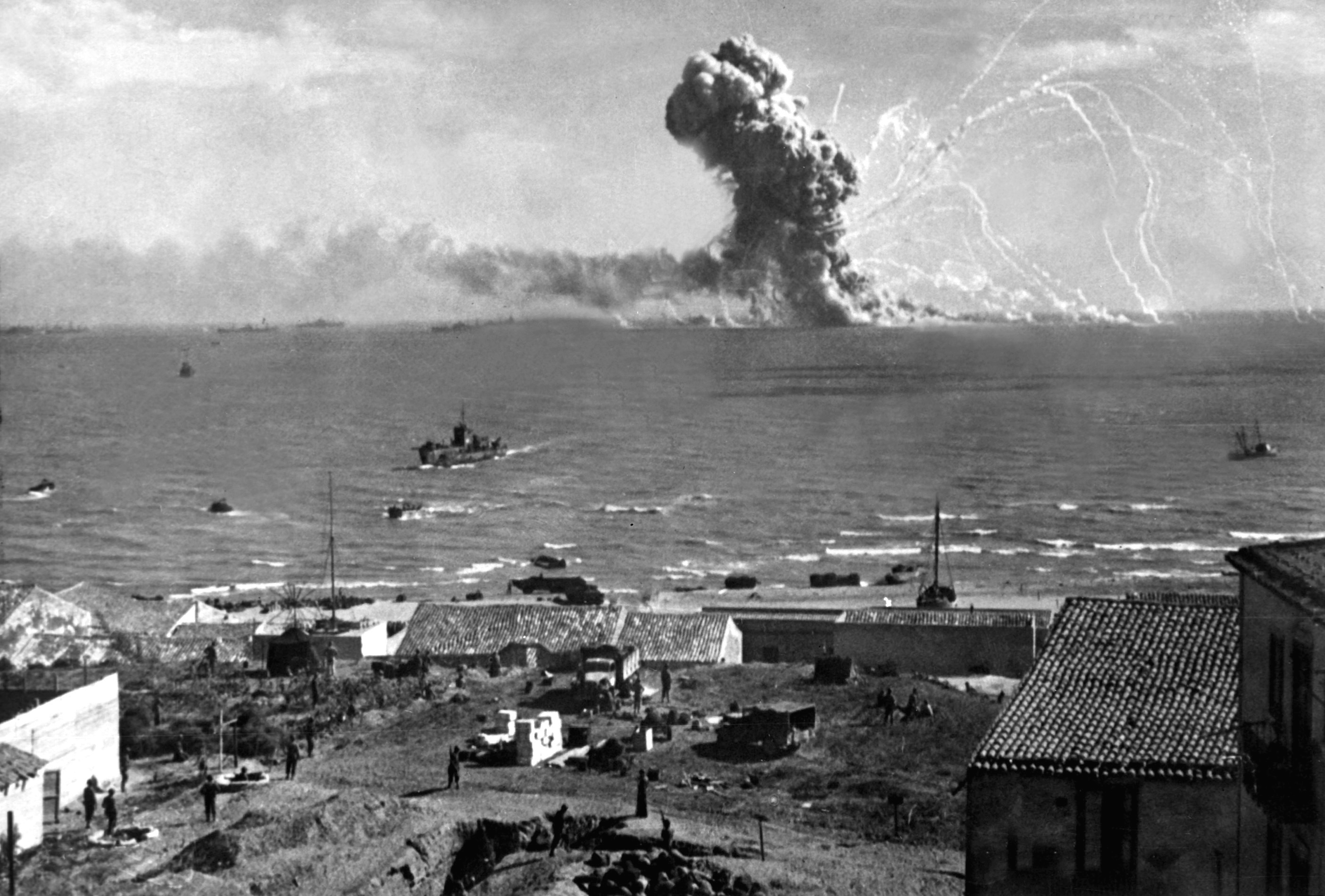
El Robert Rowan explota después de ser atacado por un bombardero alemán en las costas de Gela, Sicilia el 11 de julio de 1943.

Después de la victoria aliada en el norte de África, quedó la opción de invadir el sur de Europa. Con Stalin presionando para abrir un segundo frente en Europa, tanto Estados Unidos como Reino Unido sabían que tenían que desarrollar una estrategia en el Mediterráneo. Debido a que Estados Unidos contaba con un enorme ejército, estos sugirieron una invasión anfibia en el sur de Francia, algo que fue rechazado por el Almirantazgo británico, alegando que con una serie de operaciones desde las islas del Mediterráneo sobre Europa podrían debilitar gradualmente al enemigo y probablemente se podría realizar un desembarco en Europa, si bien Churchill prefería que este ocurriera en los Balcanes, con el objetivo de limitar la futura zona de influencia soviética. Al final, todos concluyeron que lo mejor sería invadir Italia, que consideraban más difícil de defender, con lo que traerían a varias divisiones alemanas a un teatro secundario de operaciones, lo que significaba un sacrificio muy grande a Alemania, ya que la Wehrmacht tenía escasez de hombres. Además, la captura de Roma significaría el inicio del desmoronamiento del Eje Roma-Berlín-Tokio, lo que simbólicamente tenía un gran significado.
El 10 de julio de 1943, el VIII Ejército del británico Bernard Montgomery desembarcó en cerca de Siracusa mientras que e VII Ejército del estadounidense George Patton desembarcaba cerca de Gela. A pesar de que Mussolini había insistido en que solamente divisiones italianas defendieran Sicilia, dos divisiones pánzer al mando del general Albert Kesselring se encontraban en la isla. Debido al rápido derrumbe italiano, Kesselring se retiró al noroeste del Monte Etna, con el objetivo de mantener libre la vía de escape a Mesina. Montgomery avanzó rápidamente hasta las faldas del Etna, cuando su ofensiva fue parada en seco. Por su parte, Patton avanzó libremente hasta liberar Palermo el 22 de julio. Después de perder varios días en la línea defensiva de Santo Stefano, los dos ejércitos aliados iniciaron una carrera a Mesina. Varios intentos aliados por realizar desembarcos anfibios en los flancos enemigos fracasaron, pero al final la resistencia fue rota y Patton llegó primero a Mesina el 17 de agosto. Sin embargo, para aquel momento, la mayoría de las fuerzas enemigas ya habían escapado de Sicilia. El propio Kesselring se había logrado escapar con suerte un día antes de la llegada de Patton.

### Desembarcos en Italia

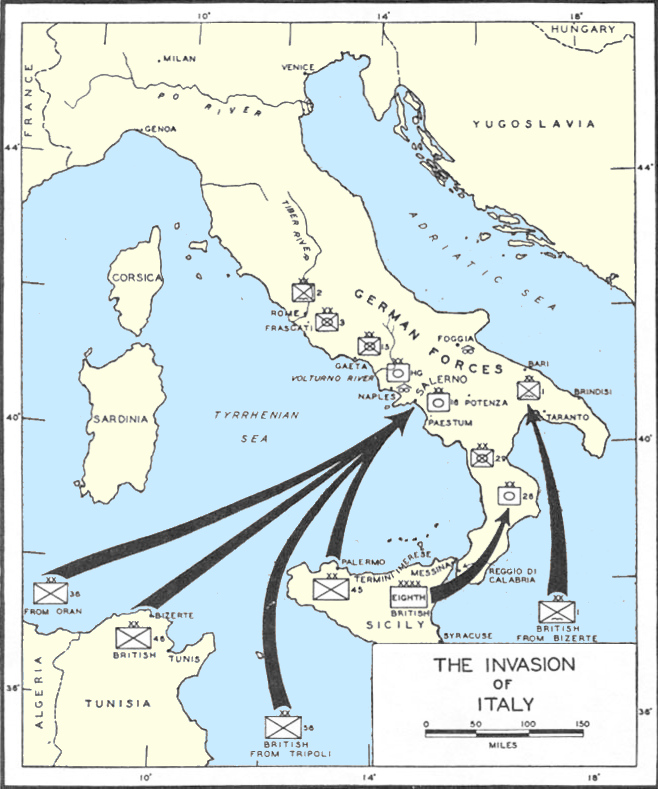
Mapa de Italia que muestra los desembarcos aliados de 1943.

El desembarco en Sicilia generó acciones inesperadas en el gobierno italiano. Las sospechas aliadas de que los italianos tenían deseos de rendirse se confirmaron cuando el 25 de julio de 1943, el Gran Consejo Fascista decidió nombrar a Pietro Badoglio como primer ministro en lugar de Mussolini. Figuras claves como Galeazzo Ciano, Giuseppe Bottai y el propio rey Víctor Manuel III participaron en la traición y Mussolini fue arrestado y enviado a múltiples prisiones, con el objetivo de burlar a los posibles rescatistas. No obstante, Hitler jamás confió en Badoglio, que aunque afirmaba que Italia seguiría luchando al lado de Alemania, estaba iniciando las negociaciones para rendirse a los aliados. Por este motivo, cuando el 8 de septiembre los aliados declararon que Italia había firmado un armisticio, las tropas alemanas tomaron los puntos claves del gobierno e iniciaron la búsqueda de Mussolini. El 12 de septiembre, un comando de paracaidistas SS liderados por Otto Skorzeny, liberó a Mussolini de su cautividad en el Gran Sasso. Mussolini fue proclamado primer ministro de la República Social Italiana, cuya frontera sur era la línea Gustav. Desde entonces el poder real de Mussolini se extinguió y dependiendo completamente de Alemania para permanecer en el poder, todas las decisiones importantes fueron tomadas desde Berlín. Mussolini, consciente de su frágil situación, se sumió poco a poco en un estado depresivo que alcanzaría niveles alarmantes al finalizar la guerra. Varios líderes fascistas escaparon de la venganza de Mussolini, pero su yerno Galeazzo Ciano fue atrapado, juzgado por un tribunal creado "ad hoc" y luego ejecutado por voluntarios de la Policía Fascista de Verona, sin que Mussolini se atreviera a intervenir en su favor.
La invasión de Italia continental fue planificada en tres operaciones no simultáneas: Baytown, Avalanche y Slapstick. Baytown se ejecutó el 3 de septiembre, cuando el VIII Ejército de Montgomery cruzó el estrecho de Mesina y ocupó Calabria. La rendición masiva del ejército italiano dejó todo el peso de la defensa en Alemania. Sin embargo, la táctica alemana de destruir puentes y caminos retrasó el avance de Montgomery. El 9 de septiembre se ejecutó Slapstick, que estipulaba desembarcos en Tarento con el objetivo de obligar a las unidades alemanas, las italianas ya se habían rendido, a alejarse de Salerno, que es donde se iba a ejecutar Avalanche. Tarento fue rápidamente asegurada y pronto todas las miradas se volcaron a Salerno, que es donde debía ocurrir el principal desembarco.

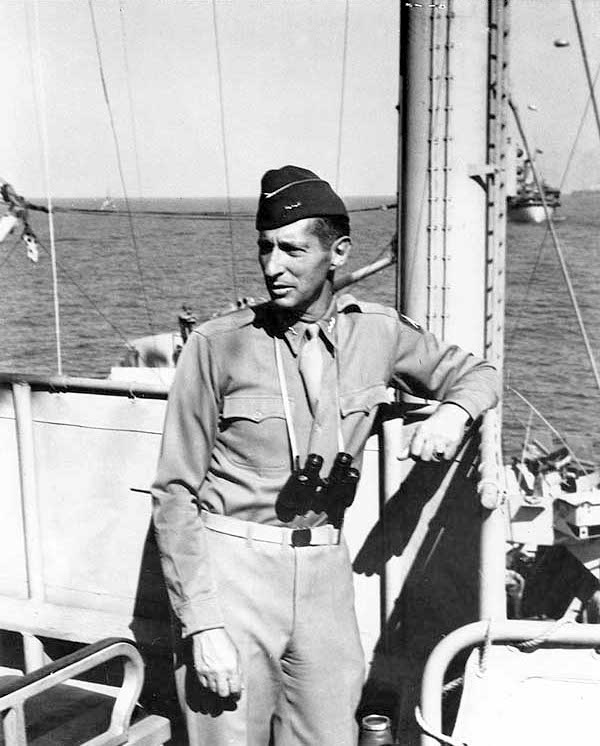
El teniente general Mark Clark durante el desembarco en Salerno.

Desde el principio, los planificadores se dieron cuenta de que Avalanche podía resultar mal. En efecto, la selección de Salerno como zona de desembarco había sido tomada polémicamente ya que Nápoles más al norte presentaba pocas posiciones para la defensa enemiga. Salerno fue seleccionada ya que el alcance de los aviones aliados no alcanzaba a Nápoles. La bahía de desembarco estaba rodeada por altas colinas, por lo que las tropas enemigas contaban con excelentes zonas para atrincherarse, además, la necesidad de desembarcar sorpresivamente implicaba que no se podría bombardear previamente las posiciones enemigas.
El desembarco en Salerno, comandado por el general americano Mark Wayne Clark, se inició el mismo día que el desembarco en Tarento al sur. Después de tomar las playas, un contraataque alemán causó altas bajas en las tropas aliadas, sin embargo, la artillería naval destruyó a los pánzer que se acercaron a las playas. Las tropas invasoras intentaron moverse al sur, con el objetivo de contactar con Montgomery, pero la fuerte presencia alemana los hizo detenerse. Entre el 12 y el 14 de septiembre un contraataque alemán hizo retroceder a los aliados hasta su última línea de defensa, haciéndolos luchar con la playa en la espalda. Sin embargo, el oportuno uso de las tropas de reserva salvó a la fuerza de desembarco del desastre. Finalmente, la cabeza de playa fue asegurada y se pudo contactar al VIII Ejército de Montgomery en el sur.
El 16 de septiembre, el importante aeródromo de Foggia fue ocupado, y el 1 de octubre, Nápoles también.
En este punto de la guerra, los aliados ocupaban todo el sur de Italia con muchas más bajas de las previstas, fue entonces cuando los ejércitos aliados se chocaron de frente contra la llamada Línea Volturno, la primera de una serie de defensas construidas por los alemanes con el objetivo de ganar tiempo para construir la Línea Gustav, cuyo objetivo era frenar indefinidamente a los aliados en Italia. En este punto quedó claro que Winston Churchill se había equivocado al afirmar que Italia era el "suave vientre" del Tercer Reich. En efecto, la toma del sur de Italia no había sido barata y todavía le costaría a los aliados muchas más vidas.

### Línea de Invierno

Líneas defensivas alemanas en la península italiana.

Ante los rápidos avances Aliados, Kesselring se alarmó ante la perspectiva de que los aeródromos del norte de Italia cayeran en manos enemigas, lo que hubiese permitido incrementar el bombardeo sobre Alemania. Por ende, tomó la decisión de retener indefinidamente a los Aliados en el centro de Italia, utilizando los Montes Apeninos como defensa natural. Se construyeron rápidamente dos líneas defensivas temporales, la línea Volturno y la línea Barbara, cuyo objetivo era permitir la construcción de una línea más poderosa: la línea Gustav. Delante de esta línea y en su retaguardia, alrededor del área de Montecassino, se construyeron dos líneas que protegían el flanco occidental de Italia: la línea Bernhardt y la línea Adolf Hitler. Mientras los americanos sufrían retrasos al cruzar las líneas Volturno y Barbara al oeste, los británicos cruzaron sin muchos problemas por el este y alcanzaron la línea Gustav; las fuertes nevadas forzaron entonces el fin de la ofensiva británica por 1943. Las operaciones de invierno en el frente oriental italiano se limitaron a incursiones y patrullas nocturnas.
Por el lado americano, la ofensiva continuó, pero después de seis semanas y 16 mil bajas, el 15° Ejército estadounidense había logrado avanzar menos de 10 kilómetros, superando la línea Bernhardt. Para el 15 de enero de 1944, los Aliados habían logrado expulsar a los alemanes bajo el mando de Heinrich von Vietinghoff del Monte Trocchio, si bien esto no podía considerarse como una victoria, ya que las expectativas Aliadas habían sido mayores.
Como se consideraba que la manera más rápida de llegar a Roma era cruzando el valle del Liri, en el frente occidental italiano, se realizaron planes para desbordar las líneas defensivas alemanas rápidamente a través de un desembarco anfibio en la retaguardia de la línea Gustav; al mismo tiempo se llevarían a cabo dos ataques a los flancos de la misma por el valle del Liri. Sin embargo, tanto el desembarco (véase Batalla de Anzio) como los ataques por el valle del Liri (véase Batalla de Montecassino) no arrojaron los resultados deseados, ya que tropas alemanas de relevo recién llegadas aislaron a los aliados en Anzio, y un puesto de observación en Montecassino proporcionó a la artillería alemana la ventaja para neutralizar cualquier intento aliado de entrar al valle.
No fue hasta el 18 de mayo cuando un regimiento polaco conquistó la cima de Montecassino. Después los ejércitos aliados se dirigieron a la línea Adolf Hitler, desbordándola en una semana. Con los alemanes en retirada hacia el norte de Italia, las fuerzas aisladas en Anzio lanzaron un ataque para liberarse; se produjo una oportunidad única para cortar la retirada a las fuerzas alemanas que venían desde el sur. Pero el general Mark Wayne Clark dejó escapar a los alemanes, ya que prefirió dirigirse directamente a Roma para tener el honor de liberarla antes que los británicos.
El 4 de junio de 1944, los estadounidenses entraron a Roma. Sin embargo, esta victoria quedó opacada, no solo por la enorme pérdida de vidas no estimada, sino porque dos días después se inició el Desembarco en Normandía y el frente de Italia quedó relegado a un segundo lugar definitivamente.

### Conquista del Norte de Italia

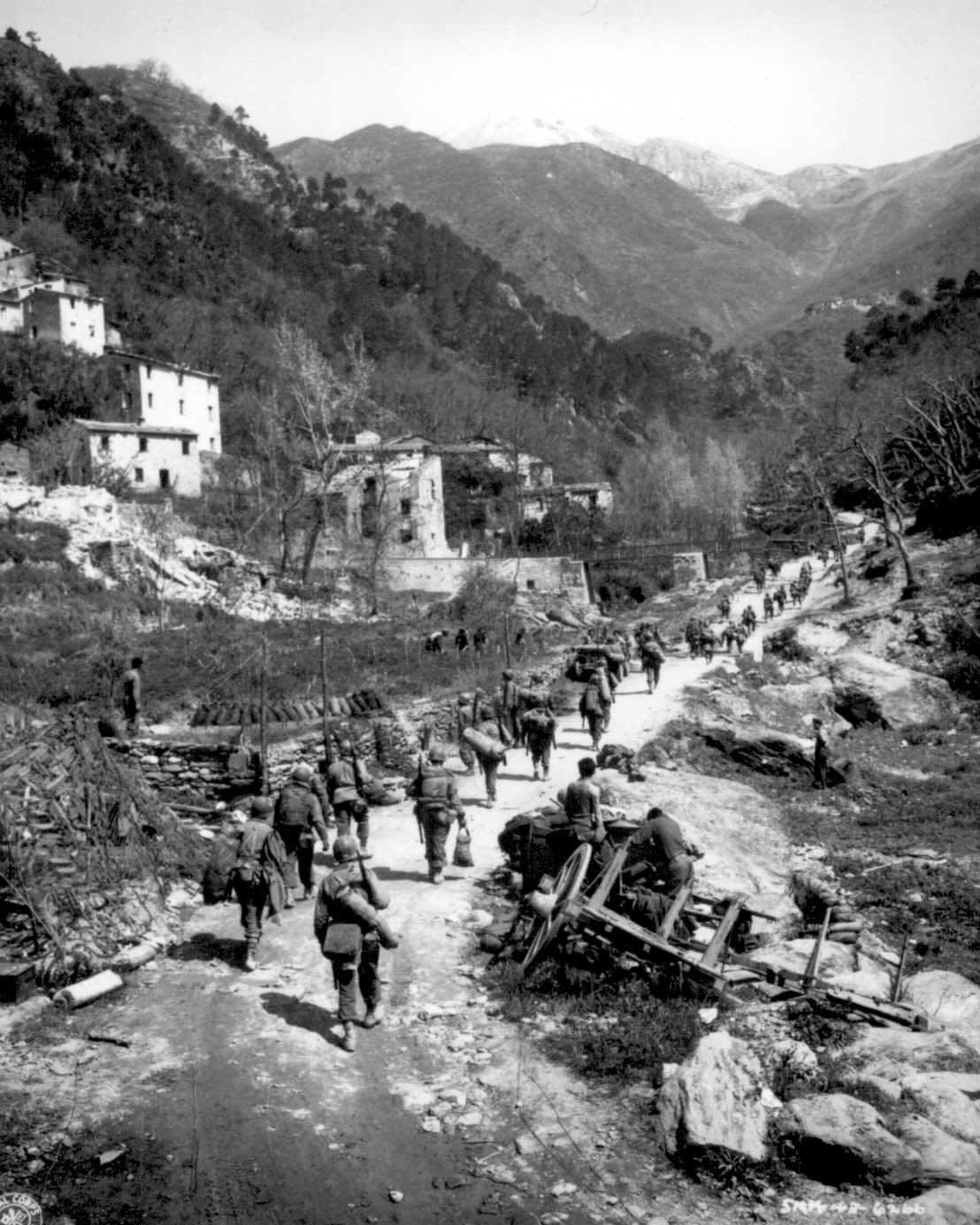
Soldados aliados marchan cerca de Florencia.

Al abrirse el frente occidental, muchas tropas fueron trasladadas a Francia al mismo tiempo que los generales Dwight Eisenhower y Bernard Montgomery. El Comandante Supremo de las fuerzas en Italia, Harold Alexander, enfrentó desde entonces un retraso en sus planes, ya que había contado inicialmente con mayores y mejor experimentadas tropas.
A mediados de 1944, siguiendo los consejos aliados, los partisanos italianos habían limpiado la región alpina del Ossola y habían proclamado una república que había logrado el reconocimiento de Suiza. Sin embargo, debido a las acciones del general Clark, los alemanes contaron con suficientes tropas para retener a los aliados en el sur y aplastar a los partisanos en el norte, acabando con la república partisana antes de fin de año.
Las tropas alemanas que habían escapado gracias a las acciones del general Clark se dirigieron a toda prisa al norte, mientras que se prepararon dos nuevas líneas defensivas: una a la altura del Lago Trasimeno y la otra a lo largo del río Arno, estas líneas sirvieron de retraso a los aliados, dando tiempo para que Kesselring preparara la construcción de la línea Gótica a lo largo del río Foglia por el este, y al norte de Pisa y Florencia por el oeste, con los montes Apeninos separando ambos lados.
Una inesperada ofensiva aliada en el frente oriental de la línea Gótica logró penetrar las líneas alemanas y se logró llegar a San Marino el 14 de septiembre de 1944. La mayor parte de octubre se utilizó para limpiar el camino a Rávena, pero en diciembre la línea del frente ya había llegado a este pueblo y solo el invierno y la escasez de hombres en las filas aliadas suministró a los alemanes de un respiro, ya que no habían esperado que la línea Gótica fuera rota ese año. Inmediatamente Kesselring preparó una nueva línea defensiva llamada Genghis Khan en el extremo oriental de Italia, ya que Clark no había logrado penetrar la línea Gótica en el oeste.
No fue hasta abril de 1945 que Alexander reinició su ofensiva en Italia logrando tomar finalmente Bolonia. Por su lado, Clark avanzó hasta La Spezia y luego hacia Parma. Con el frente italiano desmoronándose, el general von Vietinghoff, Kesselring había sido enviado a defender al frente occidental, solicitó a Hitler una retirada detrás del río Po, pero este se negó. Von Vietinghoff decidió desobedecer las órdenes y ordenó la retirada, sin embargo ya era demasiado tarde porque un desembarco anfibio, una ofensiva blindada y un bombardeo británicos les cortaron la retirada a los alemanes, obligándolos a dejar su equipo pesado para lograr cruzar el Po ya que los puentes hacia mucho que habían sido destruidos. Entonces, los ejércitos aliados se abalanzaron sobre la planicie del Po, tomando Padua, Venecia, Treviso, Verona y Trieste, aunque cuando llegaron a esta última los partisanos yugoslavos ya la habían tomado. Al morir Hitler, Kesselring, von Vietinghoff acababa de ser relevado del mando, permitió que el jefe de la Gestapo italiana Karl Wolff, que llevaba meses contactando a los aliados en secreto, enviara finalmente emisarios a Alexander para negociar la rendición. La rendición incondicional de las fuerzas alemanas en Italia se firmó el 2 de mayo de 1945.
El 25 de abril, el movimiento partisano inició un levantamiento general y se tomaron poblaciones importantes como Milán. Fue en la región alrededor del Lago de Como que un grupo de partisanos atrapó a Mussolini y a su amante Clara Petacci el 27 de abril. Temiendo que los aliados intentaran arrebatarles a Mussolini, los partisanos italianos lo ejecutaron a él y a sus acompañantes el 28 de abril, siendo expuestos y mutilados en Milán al día siguiente. Muerto Mussolini, toda esperanza de resistencia fascista italiana finalizó inmediatamente, si bien se le consideró una fuerza tan importante como el ejército alemán.

## Sur de Francia
Durante la planificación de Overlord se ideó Dragoon, originalmente Anvil, como un complemento de los desembarcos aliados en Normandía. Winston Churchill se opuso a la operación, alegando que sería mejor realizar un desembarco en los Balcanes para acelerar la captura de los campos petrolíferos bajo control alemán. No obstante, el verdadero objetivo de Churchill era mover la esfera de influencia soviética lo más al este posible.
La Operación Dragoon fue retrasada, por conflictos entre los militares británicos y estadounidenses, hasta el éxito de la operación Cobra en el norte de Francia. En este punto se hizo evidente la próxima liberación de Francia, y como era de esperarse, muy pronto las fuerzas alemanas estacionadas en el sur serían evacuadas. El desembarco se fijó para el 15 de agosto de 1944 y se designó al Teniente General Jacob Devers comandante del recién formado 6.º Grupo de Ejércitos.
El desembarco, realizado en Tolón y Marsella, fue un éxito, no obstante, para aquel momento el 18.º Ejército Alemán ya había iniciado la evacuación, y aunque la resistencia alemana fue menor a la esperada, las tropas aliadas no pudieron perseguir al enemigo, ya que no habían desembarcado suficiente combustible para la persecución de las tropas del Generaloberst Johannes Blaskowitz. A mediados de septiembre, cerca de Dijon, las tropas aliadas que desembarcaron en el sur de Francia se encontraron con las tropas que habían desembarcado en Normandía. Las fuerzas del Teniente General Devers pasaron entonces a participar del frente occidental.

## Consecuencias
Al finalizar la guerra, la economía arruinada sembró el descontento en el Reino de Italia. El rey Víctor Manuel III cayó en desprestigio al perder todas las colonias italianas que quedaban en África, incluyendo la Somalia Italiana, sólo la Libia Italiana permaneció bajo administración italiana si bien quedó claro que esto solo era temporalmente. El rey abdicó en mayo de 1946 en favor de su hijo Humberto II, pero éste sólo gobernó 33 días ya que un referendo celebrado el 12 de junio convirtió a Italia en una república. 
En un tratado firmado en París en febrero de 1947, Italia renunció a cualquier al derecho de poseer colonias en todo el mundo, también cedió todas las islas del Mar Adriático frente a los Balcanes a Yugoslavia, este país también recibió la península de Istria, la parte occidental de la actual Eslovenia y el puerto de Fiume. La región al norte de la Istria y la ciudad de Trieste fueron colocadas bajo administración internacional bajo el nombre del Territorio Libre de Trieste hasta 1952, fecha en que Italia recibió parte del territorio que corresponde a la actual Provincia de Trieste y Yugoslavia tomó el resto. Las islas del Dodecaneso italiano, bajo dominio italiano desde 1918, fueron administradas por el Reino Unido hasta 1947, fecha en que fueron anexionadas a Grecia entre fuertes protestas de Turquía.
Albania logró recuperar su autonomía y llegó a convertirse en un estado independiente bajo el mando del otro líder partisano Enver Hoxha. Durante la guerra fría, Albania lograría desligarse del Pacto de Varsovia sin que esto implicara una aproximación al bloque occidental.
Si bien los comunistas del ELAS tenían el control de más del 60% de Grecia en 1944, presionados por Stalin y otros grupos partisanos, accedieron a formar un gobierno mixto, que luego fue desplazando cada vez más a los partidos comunistas. Insatisfecho por haber sido relegados a un segundo plano, el ELAS reunió de nuevo a unos 100.000 guerrilleros e inició una nueva lucha, esta vez contra el Ejército Griego de 90.000 efectivos (ver guerra civil griega). La ayuda soviética que esperaban los miembros del ELAS no llegó porque Churchill y Stalin habían llegado a un acuerdo en 1945 que dejaba a Grecia en la zona de influencia del bloque occidental. Sin apoyo soviético, el ELAS fue derrotado en 1949 y Grecia entró en la OTAN.
En la misma reunión donde Churchill y Stalin decidieron el destino de Grecia, el destino de Yugoslavia también se intentó trazar, determinándose que el Reino Unido y la Unión Soviética compartirían la predominancia política en Yugoslavia. Sin embargo, cuando Tito ganó los comicios en noviembre de 1945, proclamó una nueva constitución y en poco tiempo se convirtió en dictador. Las relaciones entre Tito y Stalin siempre fueron tensas. En 1948 la  República Federativa Socialista de Yugoslavia fue expulsada del Kominform y en 1956 promovió la creación del Movimiento de Países No Alineados.
Libia obtuvo su independencia en 1952, mientras que Túnez y Marruecos la lograron en 1956. Argelia era más valiosa para Francia que otras colonias, por lo que no fue hasta después de la guerra de Independencia de Argelia, que este país ganó su independencia.
Si bien el Reino de Egipto era independiente oficialmente desde 1922, la continua intromisión de Reino Unido en los asuntos egipcios no cesó hasta que Gamal Abdel Nasser tomó el poder en 1954.
La isla de Malta perdió importancia estratégica en la posguerra y, tras un intento fallido de incorporación plena al Reino Unido, obtuvo la independencia en 1964. Los militares británicos mantendrían allí una base hasta 1979.